# 巴塔克人
巴塔克人（英語：Batak）是主要分布在印尼蘇門答臘的民族。分为阿拉斯族（Alas）、可魯特族（Kluet）、新葛吉爾族（Singkil）、卡羅族（Karo）、代里族／帕克帕克族（Dairi／Pakpak）、西馬隆貢族（Simalungun）、托巴族（Toba）、昂科拉族（Angkola）、曼代林族（Mandailing）等數個民系，各民系具有相關卻獨特的語言與習俗。他們使用巴塔克語、馬來語、印尼語，總人口約六百萬至八百萬人，主要信仰基督宗教、伊斯蘭教以及傳統信仰。

## 民族分布、人口、語言與文字

### 民族分布

圖為蘇門答臘的民族地圖，巴塔克人主要分布在北蘇門答臘的托巴湖周圍。

巴塔克人主要分布在印尼的蘇門答臘北部多巴湖周圍地區（不包括尼亞斯島和東海岸的舊馬來王國地區）。此外，有一部分的卡羅族分布在亞齊省的東亞齊縣，還有一部分的曼代林族分布在廖內省的Rokan Hulu縣。近年來，為數不少的巴塔克人遷往鄰近的繁榮省分廖內省。

### 人口與語言
巴塔克人的人口數量並沒有一個確切的數字，但各個研究顯示的數量都約在六百萬至八百萬之間。使用的語言主要有巴塔克語、印尼語、馬來語等。
巴塔克語在語言系譜上的位置為南島語系－馬來-玻里尼西亞語族－蘇門答臘語群－巴塔克語，而巴塔克語底下又分作七種方言，各民系使用不同的巴塔克方言：人數約兩百萬的托巴族（1991年）、約一百一十萬人的曼代林族（2000年）、約六十萬人的卡羅族（1991年）、約七十五萬人的昂科拉族（1991年）、約一百二十萬人的代里族（1991年）以及約一百二十萬人的西馬隆貢族（2000年）分別使用自己民系的方言。而人口約八萬人地阿拉斯族（2000年），則與約五萬人的可魯特族（2000年）、約六萬五千人的新葛吉爾族（2000年），三個支族共同使用可魯特阿拉斯方言。
| 支族       | 約略人數    | 使用語言         |
| ---------- | ----------- | ---------------- |
| 托巴族     | 2,000,000人 | 托巴方言         |
| 曼代林族   | 1,100,000人 | 曼代林方言       |
| 卡羅族     | 600,000人   | 卡羅方言         |
| 昂科拉族   | 750,000人   | 昂科拉方言       |
| 代里族     | 1,200,000人 | 代理方言         |
| 西馬隆貢族 | 1,200,000人 | 西馬隆貢方言     |
| 阿拉斯族   | 80,000人    | 可魯特阿拉斯方言 |
| 可魯特族   | 50,000人    | 可魯特阿拉斯方言 |
| 新葛吉爾族 | 65,000人    | 可魯特阿拉斯方言 |

巴塔克語的方言主要有兩大分支，北支包含可魯特阿拉斯方言、代里方言、卡羅方言，這三種方言彼此相似，但與南支的方言（昂科拉方言、曼代林方言、托巴方言）則有明顯不同。而西馬隆貢方言雖獨立於北支與南支之外，然而它事實上是南支方言早期的分支，由於語言的連續性，西馬隆貢方言中的某些部分能夠與卡羅方言（北支）相互理解，有一些部分則能與托巴方言（南支）相互理解。

### 文字
巴塔克擁有自己的文字－－蘇拉特巴塔克字母，為一種元音附標文字，在多數巴塔克地區僅有神職人員使用，並使用於曆法與宗教儀式方面的紀錄。
巴塔克文可能源自Kawi文和Pallava文，此兩種文字皆源自印度的婆羅米文。另一種假設性的說法則稱巴塔克文源自原始的蘇門答臘文，並受到Pallava文影響而產生。
隨著歐洲人踏上巴塔克人的土地，第一位德國傳教士到來，並於1878年後在學校以羅馬拼音教授德文與巴塔克文字，而教學與宗教書籍以巴塔克文字印刷。第一次世界大戰後，傳教士決定停止以巴塔克文字印製書籍，因此巴塔克文字很快地被停止使用，目前只剩下裝飾功能 。
| Sia (Letters)      |   |    |    |    |    |    |    |    |     |    |    |    |    |    |    |     |    |     |     |     |     |   |   |
| IPA                | a | ha | ka | ba | pa | na | wa | ga | dʒa | da | ra | ma | ta | sa | ja | ŋa  | la | ɲa  | tʃa | nda | mba | i | u |
| Transcription      | a | ha | ka | ba | pa | na | wa | ga | ja  | da | ra | ma | ta | sa | ja | nga | la | nya | ca  | nda | mba | i | u |
| 卡羅 Karo          | A | Ha | Ka | Ba | Pa | 1  | Wa | Ga | Ja  | Da | Ra | Ma | Ta | Sa | Ya | Nga | La |     | 5   |     |     | I | I |
| 曼代林Mandailing   | A | Ha | Ka | Ba | Pa | 1  | Wa | Ga | Ja  | Da | Ra | Ma | Ta | 4  | Ya | Nga | La | Nya | Ca  |     |     | I | I |
| 代里Dairi(Pakpak)  | A | Ha | Ka | Ba | Pa | 1  | Wa | Ga | Ja  | Da | Ra | Ma | Ta | Sa | Ya | Nga | La |     | Ca  |     |     | I | I |
| 托巴 Toba          | A | Ha | Ka | Ba | Pa | 1  | 2  | Ga | Ja  | Da | Ra | Ma | 3  | Sa | Ya | Nga | La | Nya |     |     |     | I | I |
| 西馬隆貢Simalungun | A | Ha | Ka | Ba | Pa | 1  | Wa | Ga | Ja  | Da | Ra | Ma | Ta | Sa | Ya | Nga | La | Nya | Nda | 6   |     | I | I |

替代形式:

^1   (曼代林方言)
^2  
^3  
^4  
^5  
^6  

## 地理環境

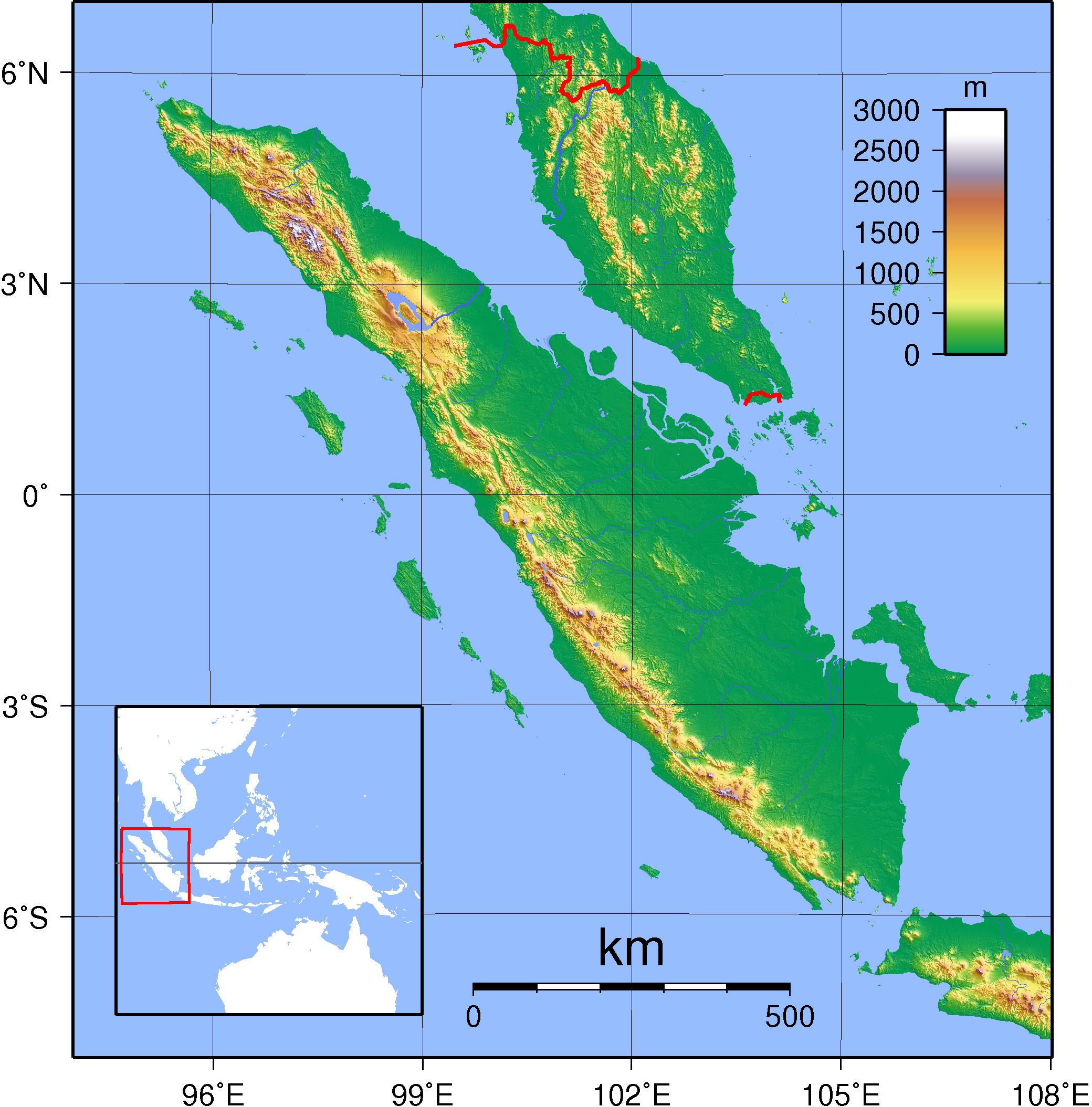
蘇門達臘位置圖

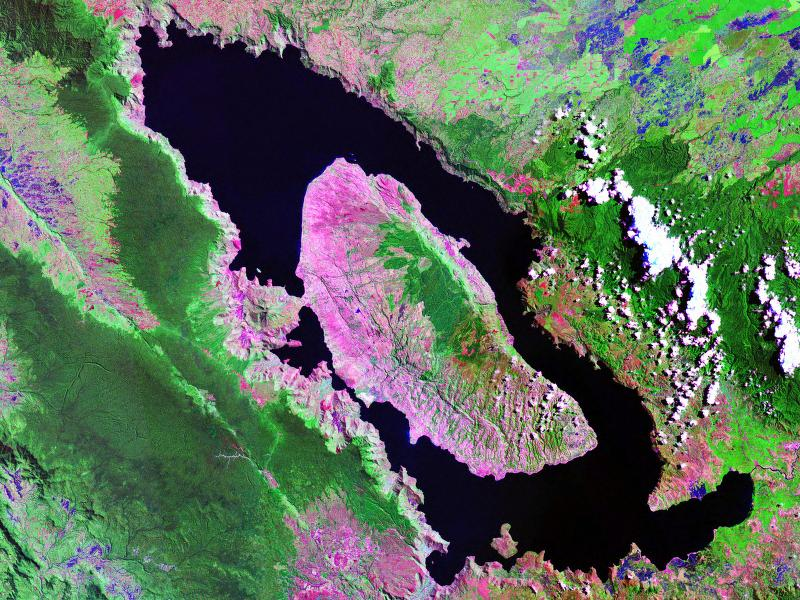
多巴湖衛星照片

巴塔克人主要生活蘇門答臘北部的多巴湖周圍，屬熱帶雨林氣候。蘇門答臘島呈西北—東南走向，在中間與赤道相交叉，由兩個地區组成：東部的沼澤地和西部的巴里散山脈。蘇門答臘島位於亞欧板塊的西緣，該島以北地區位於印度板塊邊緣，是歐亞地震帶的一部份。蘇門答臘島東南與爪哇島隔著巽他海峽相望，北方隔著马六甲海峽與馬來半島遙遙相對，東方隔著卡里馬達海峽（Karimata）毗鄰婆羅洲，西方瀕臨印度洋。
在蘇門答臘島東部，強大河流把淤泥帶到下游，形成了遼闊的平地，遍布沼澤和湖泊。雖然該地區宜耕土地少，對農業不利，但是其對印尼經濟發展的重要性不可低估，因為“地上出產油，地下也出產油”：棕櫚油和石油。
而西部的巴里散山脈為青藏高原新生代山脈的連續，縱貫蘇門答臘島。該地區發現了煤、黃金礦床。火山所噴發的礦物質使得土壤肥沃。山脈景象優美而迷人，如多巴湖（Lake Toba）周圍區域，也就是巴塔克人主要分布的地區。
多巴湖（Lake Toba），是世界上最大的火山湖其所在的破火山口形成於距今七万五千年前的超级火山喷发，该次爆发被认为具有8VEI的强度，並被认为是过去25万年來地球上最大的一次喷发。火山噴發出的礦物質在土壤表層堆積的結果也使得當地的土壤相當肥沃，適宜農耕。

## 歷史沿革
語言學與考古學證據指出，巴塔克人的祖先可能是距今兩千五百年前的南島語系民族，他們由台灣和菲律賓經過婆羅洲和／或爪哇島來到蘇門答臘。雖然有考古研究顯示蘇門答臘島的南部早在新石器時代就存在著定居者，不過這批新石器時代居民似乎不是巴塔克人的祖先. 另外，蘇門答臘北部似乎在相當晚期才開始農業定居生活。
也有考古學家在對照習俗、房屋、風俗後認為，巴塔克人的祖先有可能來自古滇國。

### 國家
巴塔克人因為生活區域不靠海，遠離航海歐洲殖民者的影響，所以時常被認為是與世隔絕的民族。但是有證據表明他們早與鄰近王國有一千年以上的接觸並參與貿易行為。西元1800年之前關於巴塔克人的確切歷史幾乎不存在。不過在十三世紀趙汝适的諸蕃志中，曾提及一三佛齊（室利佛逝）屬國，名「拔沓」，十五世紀葡萄牙人皮萊資所著之東方誌也有提及與蘇木都剌、啞魯相鄰的拔沓國。百花國也被認為是巴塔克人所建立的國家，在一些明朝書籍當中有所記錄。而宋書中記載的婆達國則有人認為亦是巴塔克國，另有學者認為所指應是越南中南部的「闍婆婆達」。

### 對外貿易

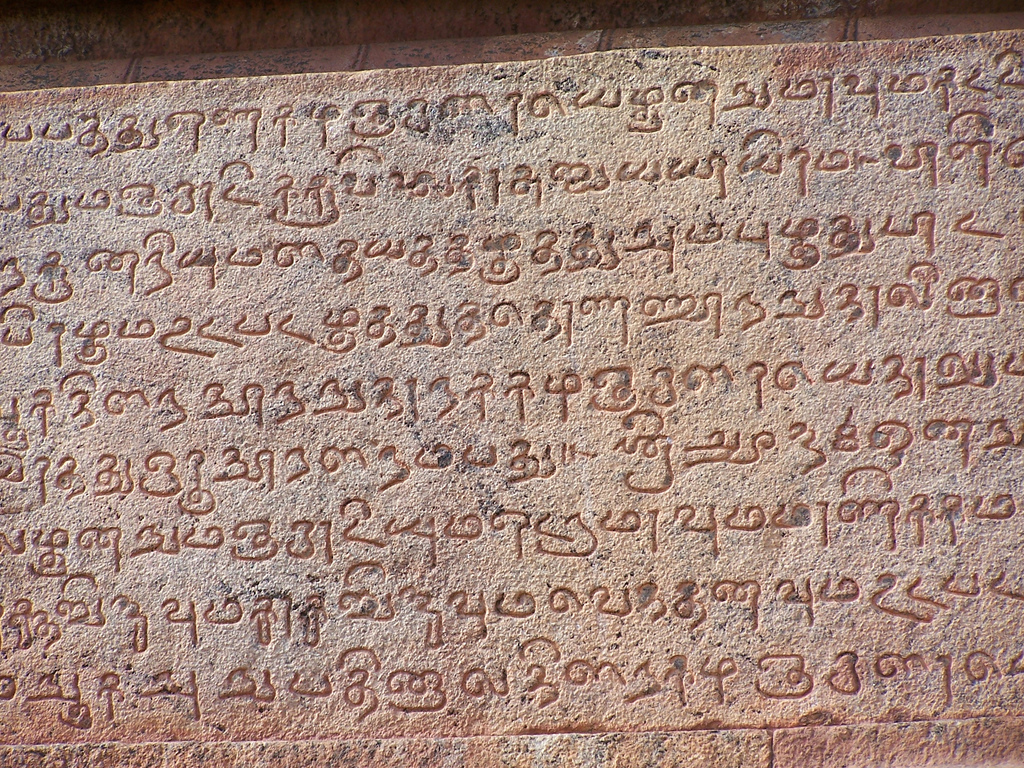
坦米爾文字

巴塔克人參與了重要商品的貿易，或許從八九世紀開始，巴塔克男子即背負著貨品至港口販售。印度坦米爾碑文於1088年在巴塔克人主要城市巴魯斯（Barus）被發現，同時，坦米爾貿易商與中國在Kota Cina（建於十一世紀的貿易城鎮，位於今日的棉蘭北部）有所接觸。坦米爾遺跡現已在通往巴塔克土地的重要貿易路線被發現。這些交易機會可能造成巴塔克人從現今代里族與托巴族的位置遷移至卡羅族與西馬隆貢族區域的臨海邊緣，以便與坦米爾商人交易。另一方面，巴塔克人往現今昂科拉族與曼代林族區域的遷徙則可能昭示著八世紀三佛齊對於樟腦的貿易需求。巴塔克人與坦米爾的互動也影響到卡羅族的宗教儀式－－二次喪葬習俗Pekualuh。十六世紀起，鄰近的亞齊人增加了經濟作物胡椒的生產量，產生了稻米的進口需求，而巴塔克的土地正是符合稻米生長條件的優質產地。巴塔克人在不同的地區種稻採取不同方式（水稻或旱稻），因此對農業最精通的巴塔克托巴族人紛紛遷往有種植需求的地區。另外，巴塔克人的對外貿易亦具有宗教意義，隨著稻米的重要性日益增加，擔負著確保豐收的責任與能力的巴塔克神職人員，權力也漸漸提高。

## 社會、家庭與婚姻

### 社會
巴塔克社會為一父系社會，由數個稱為瑪伽（Marga）的外婚氏族組成。傳統上，巴塔克托巴族人認為他們的共同祖先是“Si Raja Batak”（巴塔克的國王），祖先傳說來自多巴湖區域的山上，後來分散到各地，而所有的瑪伽都是Si Raja Batak的後裔。西馬隆貢跟托巴族受北邊亞齊人影響形成較大的社會組織（跨村落的政治組織），權力不一、有大有小。
巴塔克人的村落領袖原先只負責調解糾紛與舉行儀式，但由於蘇門答臘島處在海上貿易的航線附近，商業貿易的影響使得巴塔克村落領袖的權力上升，隨著商人而來的異國傳教士在取得村落領袖的信任後，灌輸他們教義與宮廷禮儀，形成了許多以海岸港市為核心，大小不等的王朝或王國。這些王國並沒有完善的官僚行政體制，也沒有明確的領土界限，僅依靠君王個人的聲望與政治手腕，羈糜著一些居住在內陸，仍然以山田燒墾、狩獵採集為生的部落。而不同村落的巴塔克人因為受到不同宗教的影響，對君王的稱呼也有所不同，受印度教影響的君王稱為「拉者」，受伊斯蘭教洗禮的君王則稱為「蘇丹」。
巴塔克社會有階級地位的劃分，家族的階級高低由兩個原則決定：
1. 最早創建村子的家族地位最高，之後分支出去的家族地位較低，再分出去的家族地位又更低。
2. 給妻者家族的地位相對討妻者家族來得高。（詳見巴塔克人婚姻）

### 婚姻

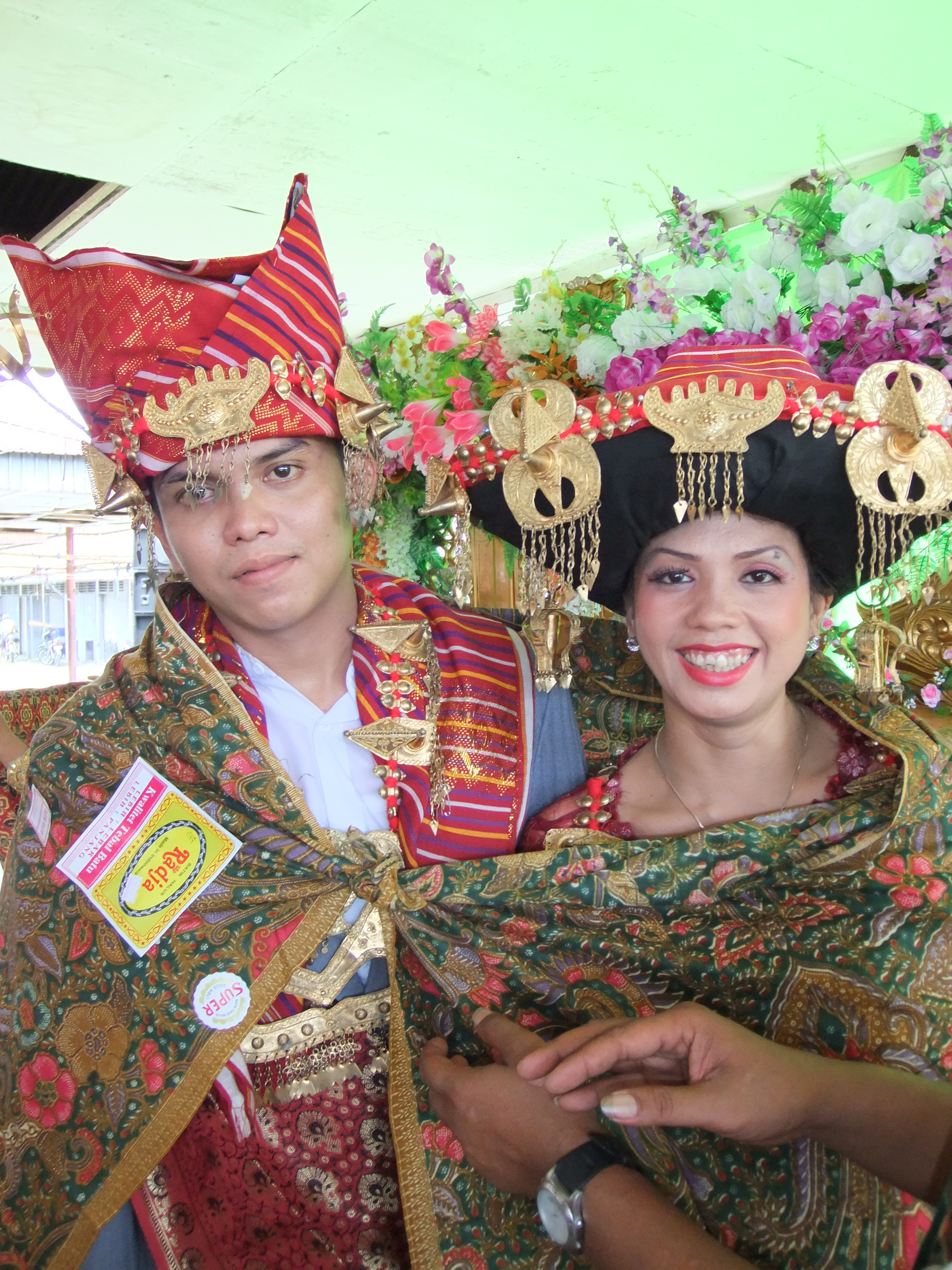
圖為著傳統服飾的卡羅族新郎新娘。卡羅族的新人在婚禮時會一同披上披巾，有永遠不分開的象徵。所以親友多會贈送披巾來表示他們對新人的祝福。

巴塔克人的婚姻採取單方交表婚制度，家族之間的婚姻方向永遠固定，世代通婚。舉例來說，A男要娶妻時，一定得從自己母親的家族裡找對象，A男的兒子要娶妻時也必須娶A男妻子家族的女人，因此A男的母親、妻子、媳婦皆來自同一家族。這個至少三個家族之間形成的婚姻循環關係，使得家族之間有清楚的“給妻者”與“討妻者”關係，給妻者家族的地位較高，討妻者家族的地位相對低。

### 家庭
巴塔克所有支族都是數個家庭共同居住在一個家屋中。一般而言，托巴族的家屋中會居住兩到三個家庭，而卡羅族的家屋則固定住有八個家庭。
卡羅族家屋裡沒有隔間，固定住著八個有親屬關係的家庭，每兩個家庭共用一個火塘（灶，由三顆石頭組成，分別代表本身家族、給妻者家族和討妻者家族，這三者維持著平衡與社會秩序，是社會的基石。）
| 給妻者家族（西） | 主人家族 | 主人家族 | 主人家族         |
| 主人家族         | 主人家族 | 主人家族 | 討妻者家族（東） |

卡羅族家屋內部分成八等份，中間六等份為家屋主人本身家族的家庭居住（血親），另外兩等份一等份為給妻者家庭所居住，也就是主人妻子原生家族的某個家庭（姻親），另一等份為討妻者家庭所居住，也就是主人的妹妹或女兒嫁過去的家族裡的某個家庭（姻親）。卡羅族建屋時將樹根朝向西方，他們認為西方較為神聖，因此屋子裡的西北或西南邊是地位較高的給妻者家庭住的（樹根集中處），對角處則是地位較低的討妻者居住（樹頭集中處）。

## 產業與生活

### 經濟
巴塔克人主要以農業（水稻、旱稻、玉米、薯類、咖啡、椰子、橡膠等）、漁業（捕撈）、畜牧業（牛、馬）維生。在多巴湖一帶旅遊業日益重要的情況下，巴塔克人現在亦發展觀光業，向遊客販售土產以及一些當地手工藝品，如木雕、皮件、以及貝殼做的項鍊、手環、當地的花衣服等。

### 建築

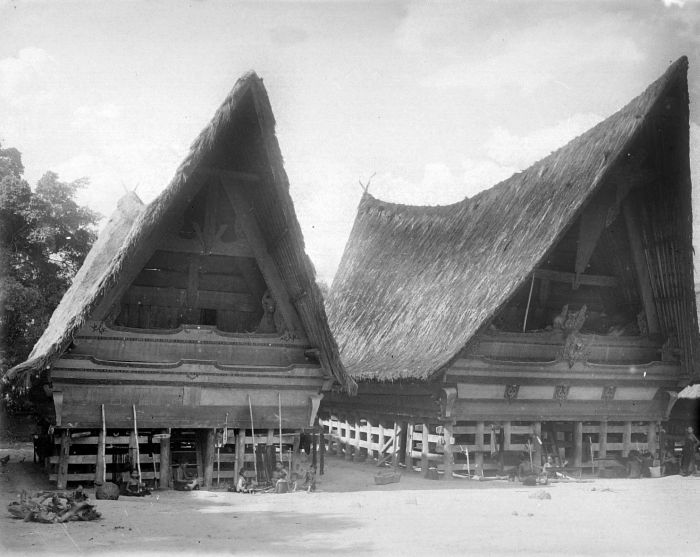
托巴族家屋（船形屋脊）

巴塔克人的傳統建築為屋頂兩端翹起的長屋。巴塔克長屋為東南亞常見的干欄式建築，屋子的基地墊石塊，上架硬木樁腳（常用榕樹幹），底層的空間約有一人高，用來飼養家禽家畜，傳統的巴塔克家屋使用竹編地板與樓梯，並以棕梠葉一層層鋪成屋頂，建造時不使用釘子，家屋內部沒有隔間。
“船形屋脊”是多數巴塔克人的家屋形制，兩端翹起如同水牛的角，托巴族的船形長屋內住兩到三個家庭並以神聖的紅白黑三色的繪上傳統圖案作為保護、防止惡靈入侵的功能。與其他支族不同，卡羅族的家屋以其又高又尖的大屋頂為特色，卡羅家屋的屋頂在比例上佔據整個屋子相當大的部分，有時高度會是牆壁的十倍。

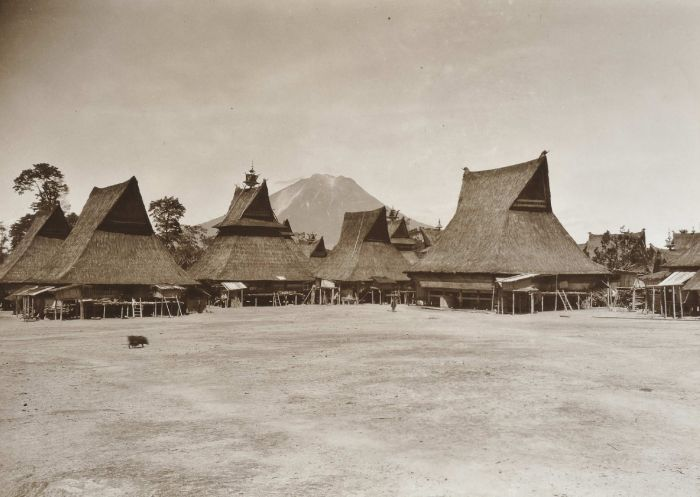
卡羅族村落，又高又大的屋頂為其特色

### 飲食

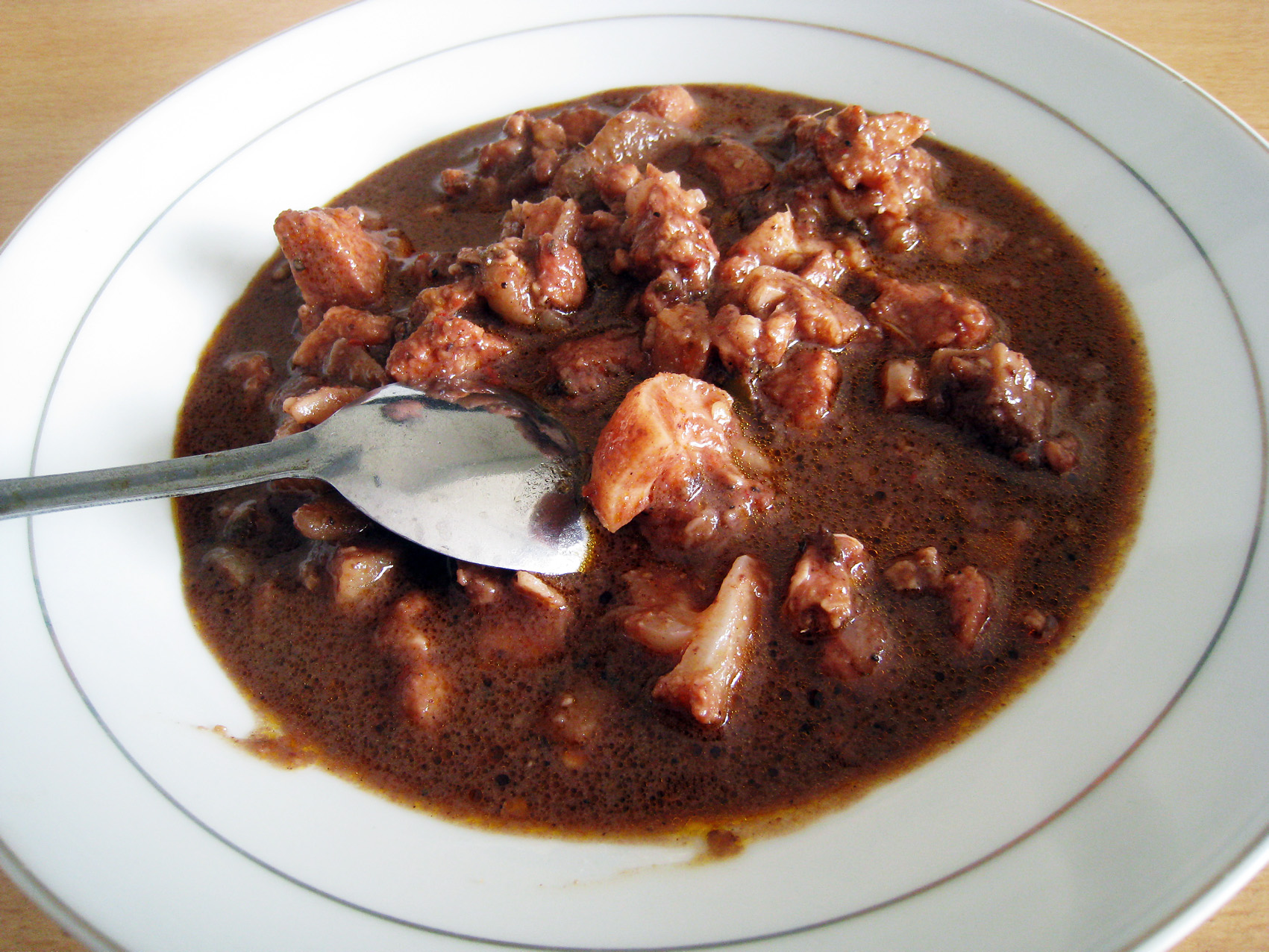
Saksang，以血液烹煮的傳統菜餚

巴塔克料理的一大特色是它使用了花椒為主要香料，在印度尼西亞花椒因此被稱作「巴塔克胡椒」。
不同於鄰近的亞齊人與米南加保人，巴塔克人僅有大約三分之一是穆斯林，因此巴塔克料理並不被伊斯蘭戒律所約束，許多最著名的巴塔克美食是由豬肉所烹調而成，他們也常使用狗肉與動物的血液入菜。
狗肉與豬肉是巴塔克人常用的食材，他們習慣稱狗肉為B1（巴塔克語中的狗為Biang），豬肉為B2（巴塔克語中的豬為Babi）。巴塔克人最常採用的烹調手法是將肉類與該種動物的血液一同烹煮，巴塔克婚禮中的固定菜餚Saksang即為此種烹調方式。
巴塔克人的飲食有特殊的禁忌，他們每一個瑪伽都禁止食用一種特殊動物，譬如某個瑪伽不吃虎肉，另一個瑪伽不吃猴肉，或者不吃鱷魚，不吃狗肉、貓肉、鴿肉、白毛水牛、蚱蜢等等，種類繁多。各瑪伽不吃這些動物的理由主要是三種：他們是該動物的後裔、他們死後靈魂會轉生為該動物、他們自己或祖輩受過該種動物的恩惠要予以報答。

## 信仰與節日

### 宗教
因為過去殖民歷史的影響，巴塔克人現在的信仰大致是基督宗教55%、遜尼派伊斯蘭教44%、傳統信仰不足1%。
關於曼代林族、昂科拉族、代里族和西馬隆貢族的傳統信仰記載並不完整，資料描述主要集中在托巴族和卡羅族，為荷蘭傳教士與殖民當局所作，尤其在十九世紀末期教士與殖民者越發關注。受到海上貿易的影響，印度教也透過坦米爾商人傳播到巴塔克地區，造成巴塔克人風俗習慣的改變。

### 神話

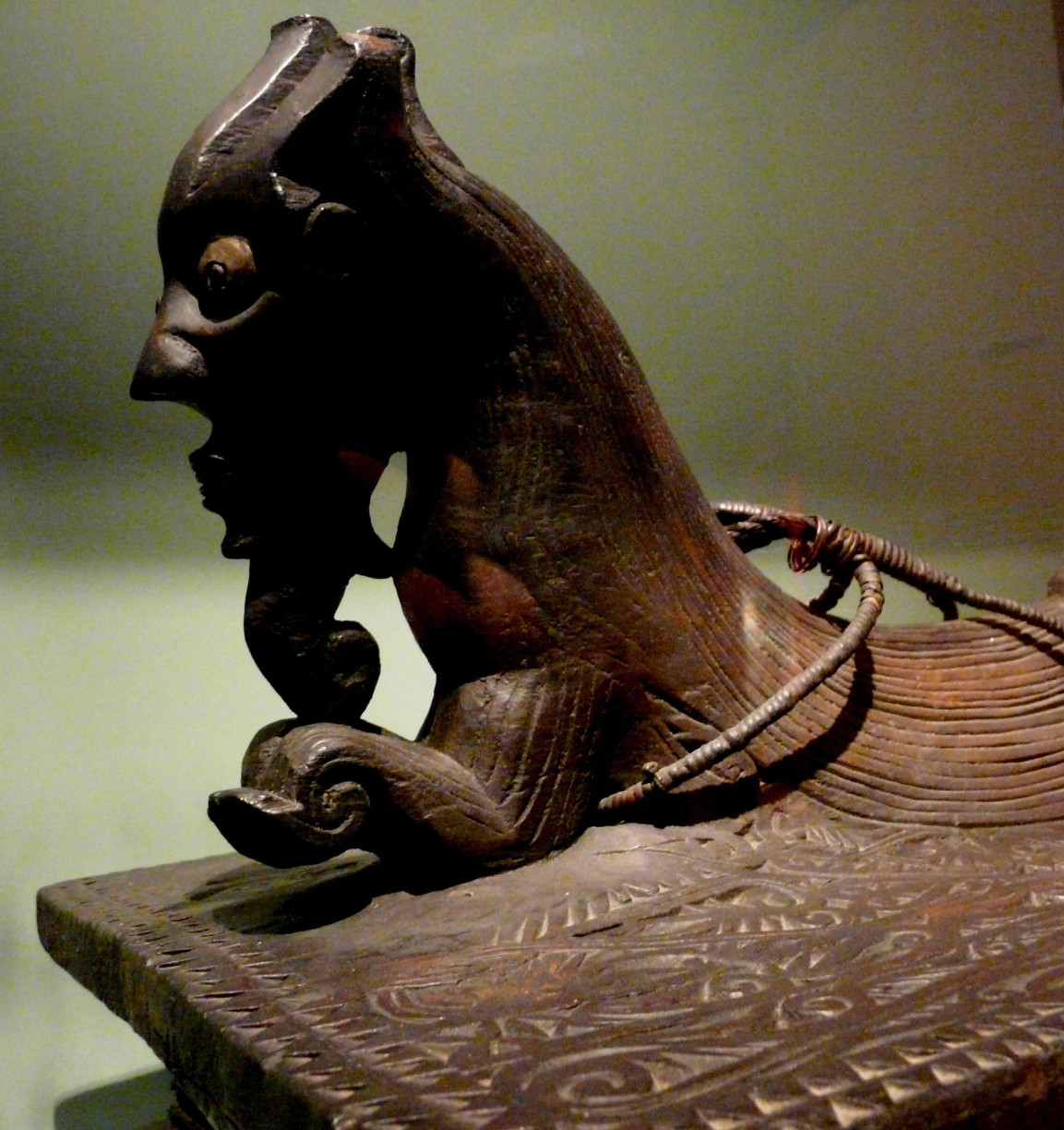
冥界之龍Naga Padoha的木雕像

巴塔克的創世神話有許多不同的版本，在以前是由口頭講述的方式代代相傳，但現在已經用當地的語言被記錄下來了，在十九世紀中葉也有歐洲學者（大部分是荷蘭人）曾經整理記錄過。
神話敘述世界在最初的時候只有天與海，大地和人類都尚未存在，天上住著神明，海裡則住著一條威武的冥界之龍「Naga Padoha」。所有傳說都記錄著在世界創立之初時即存在天神「Mula Jadi Na Bolon」，但祂的出身不明，祂的名字「Mula Jadi Na Bolon」意思大致是「成形的開始」，世上所有的存在都可以追溯到祂。Mula Jadi居住的天上通常被認為可以分作七層。祂的三個兒子Batara Guru、Mangalabulan、Soripada是祂將母雞受精後產下的蛋所孵化而生的。兩隻燕子在Mula Jadi創立萬物的過程中擔當助手與傳信者的角色（對於燕子的功能，不同版本有不同說法）。Mula Jadi創造了三個女兒作為祂三個兒子的妻子，這是人類最早的祖先。
除了Mula Jadi和祂的三個兒子，傳說中還有另一個神明「Asiasi」，Asiasi在神明中的地位與職責非常不清楚，有一些證據指稱Asiasi可以被視為神的三位一體的平衡與統一。
冥界（即原始的海洋）的統治者巨龍Naga Padoha也在世界創立之初就已存在，祂是Mula Jadi的對手，在萬物的創造上也具有重要功能。這六個神祇的共通點是祂們在儀式中扮演的是次要的角色，祂們沒有收到信徒的任何的獻祭，也沒有任何為他們所建的祭台，只有在信徒需要幫助而祈禱時會被呼請。
大地真正的創造者是Batara Guru的女兒Sideak Parujar。她逃離她的未婚夫（Mangalabulan擁有蜥蜴化身的兒子），從天上順著紡線而下來到了還是一片汪洋的世界中心，她不願意回去，但仍感到不開心。出於同情，她的爺爺Mula Jadi送給她一把土，讓她可以找個地方居住。Sideak Parudjar延展了土地使得大地變得寬廣。但她並沒有安逸太久，擴展的土地壓到了生活在海裡的冥界之龍Naga Padoha的頭，祂呻吟著滾動身體試圖擺脫，大地因為水的關係變得柔軟並面臨被摧毀的威脅。Sideak Parujar靠著自己的才智以及Mula Jadi的幫助，將一把劍刺入Naga Padoha的身體，把祂釘在鐵塊上，地震即是Naga Padoha的掙扎所引起的。
之後，神所指派給Sideak Parujar的丈夫也就是Mangalabulan擁有蜥蜴化身的兒子，變作了另外的化身與名字，Sideak Parujar便嫁給了他並生下一對龍鳳胎。當龍鳳胎長大，Sideak Parujar就和她的丈夫回到天上，留下龍鳳胎，人類即是他們亂倫的後代。這對夫妻看中了多巴湖西岸的火山Pusuk Buhit，並建立Si Anjur Mulamula村。巴塔克人傳說中的祖先「Si Raja Batak」即是他們的孫子之一。

### 巫醫與巫術

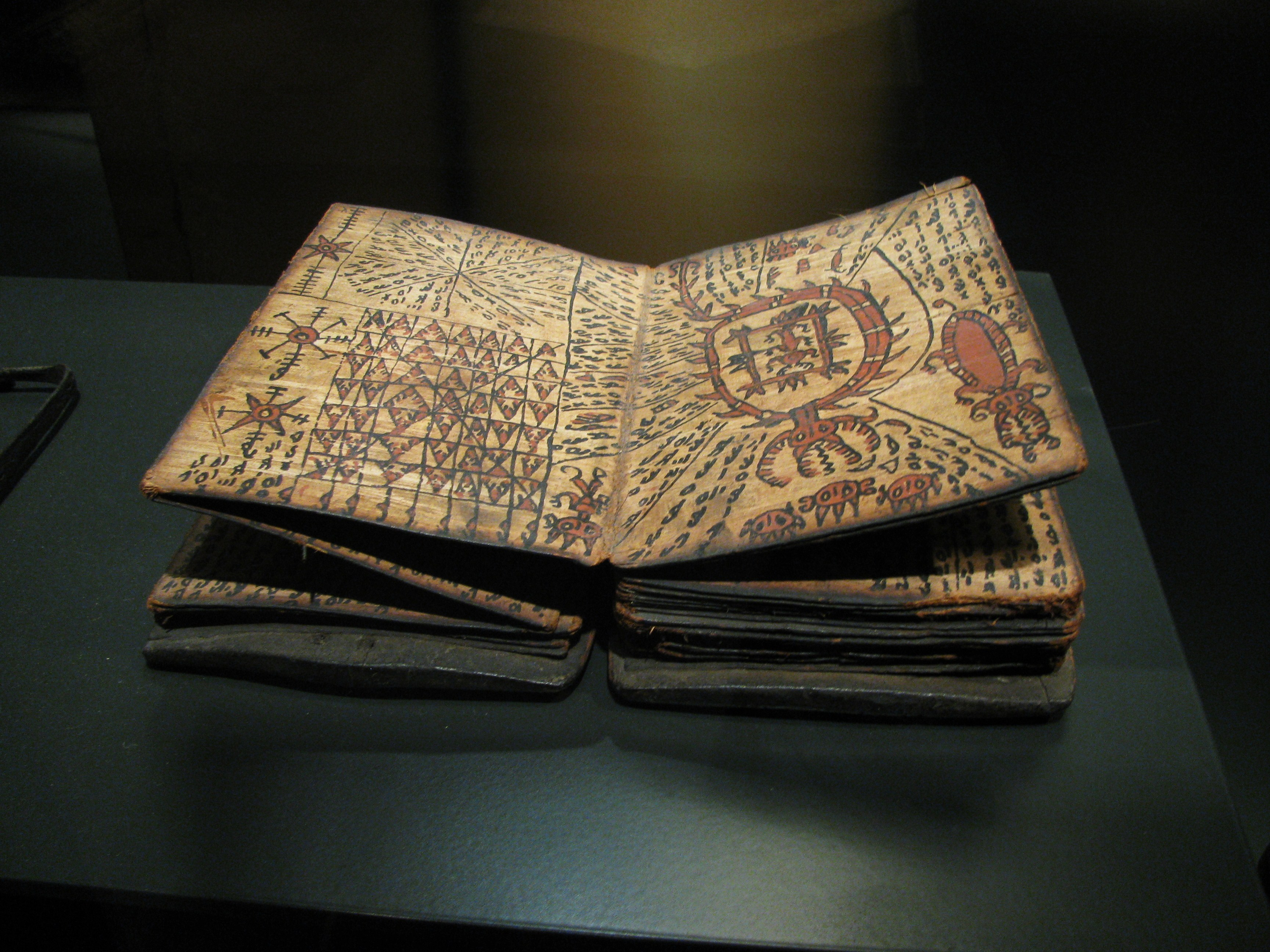
巴塔克巫醫使用的手寫書PODA，裡面記錄了各種pustaha

巴塔克傳統醫療由祭司與宗師負責，兩者皆為男性，他們擁有超自然力量並能預測未來。巴塔克的傳統治療方法和儀式與印尼其他實行薩滿信仰的地區相似。在十九世紀末期，基督教傳教士不鼓勵傳統醫藥，因此巴塔克巫醫漸漸轉入地下秘密進行。
巴塔克巫醫透過“pustaha”的輔助（刻寫在木頭或樹皮製成的手寫書PODA中的內容，包括配方、治療偏方、咒語和歌曲、預知曆法和巫術、占卜等）施行巫術。pustaha的使用目的可以分為三種 ：
1.保護性：包括診斷、治療、製造具有特殊效果的藥物，如護身符、魅力之藥等等。也有利用同類相生原則所施行的模擬巫術，像是為使不孕婦女懷孕，巴塔克巫醫會製作木偶嬰兒讓媽媽抱在膝上，他們相信這會使她的願望實現。
2.破壞性：包含製作毒藥、控制或利用某種精神力量、使人墜入愛河。
3.占卜：涉及神諭、鬼神的意願、祖靈的命令、曆書或曆法系統（porhalaan），和占星術來確定良辰吉時以完成特定儀式。

### 圖騰崇拜
巴塔克人相信自己有七個靈魂（或者最少有三個），其中一個並不在身上，而是永遠寄存體外，無論距離多遠，如果體外的那個靈魂死亡，那麼其人也會同時隨之身亡。據推斷，這個“體外靈魂”（其死亡即造成本人死亡）是寄存在某種動物或植物圖騰之內的。然而，巴塔克人並沒有一定的說法肯定他們的體外靈魂寄存在圖騰內，而是提出其他理由說明他們各個瑪伽為何尊崇某種動物或植物，例如他們是該動物的後裔、他們死後靈魂會轉生為該動物、他們自己或祖輩受過該種動物的恩惠要予以報答等等，並將此圖騰崇拜反映在諸如飲食方面。

### 食人習俗

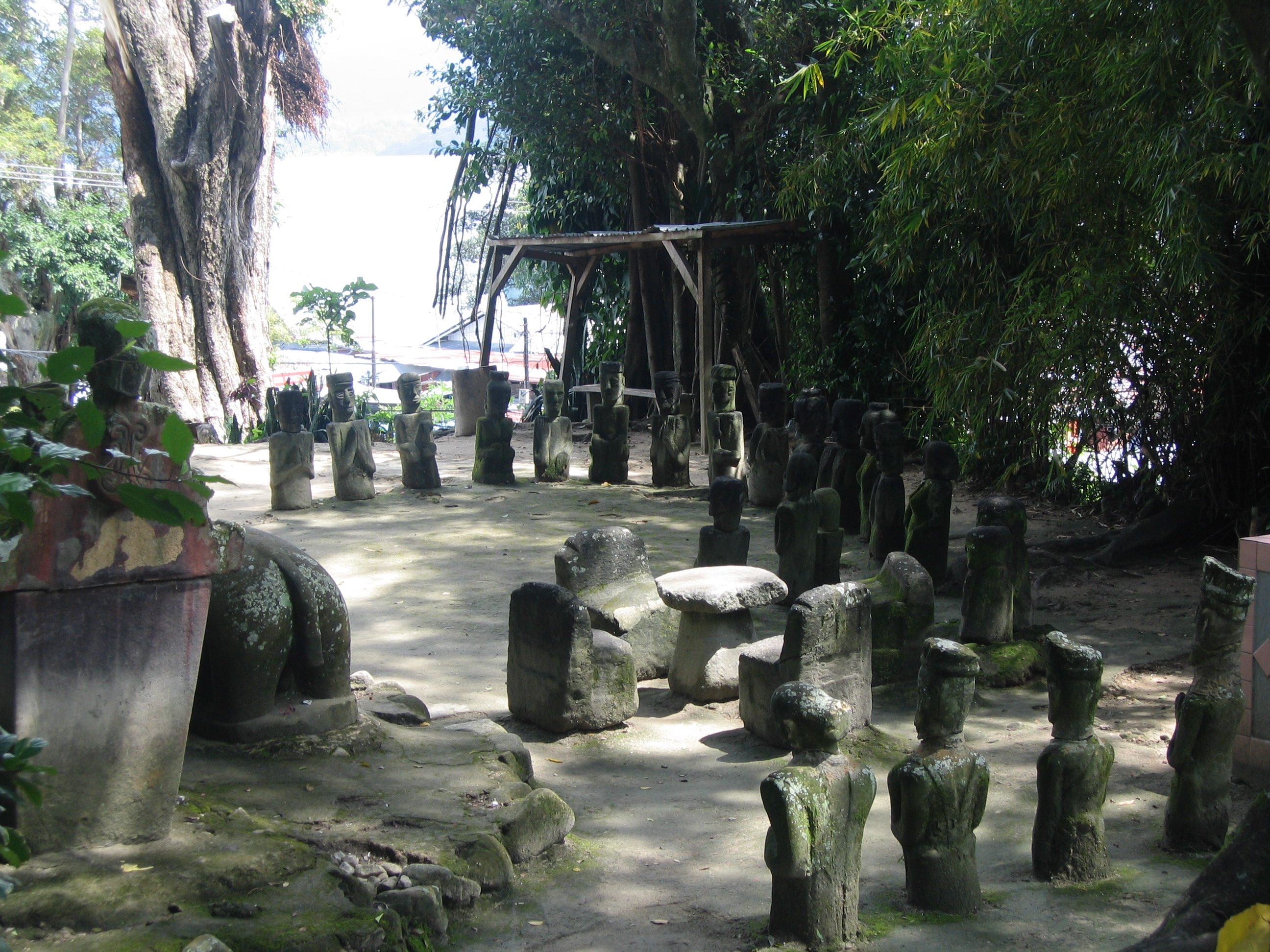
托巴族的審判場兼刑場

巴塔克人一度有過食人習俗，但吃人肉並非日常飲食，而是儀式性的食用死刑犯與亂倫犯作為對犯罪的懲罰，並藉由吃掉罪犯身上的某一部份來清除對整個群體的負面影響。巴塔克人會將死刑犯從臉部開始以凌遲的方式將肉割下給群眾分食，接著把罪犯半殘的身體放置在石台上，割開胸膛取出心臟（交由族長製成巫藥），並將施過法的汁液倒入罪犯胸膛測試他有沒有施行報復的黑巫術。之後罪犯會在斷頭台進行最後審判，若獲得眾人同情則罪犯可以一刀兩斷，若被認為罪該萬死，劊子手行刑時將會以鋸的方式給予折磨。在馬可·波羅、尼科洛·達·康提、史丹福·萊佛士、弗蘭茨·威廉·容洪等人的著作中皆有提及巴塔克的食人習俗。 

### 喪葬習俗

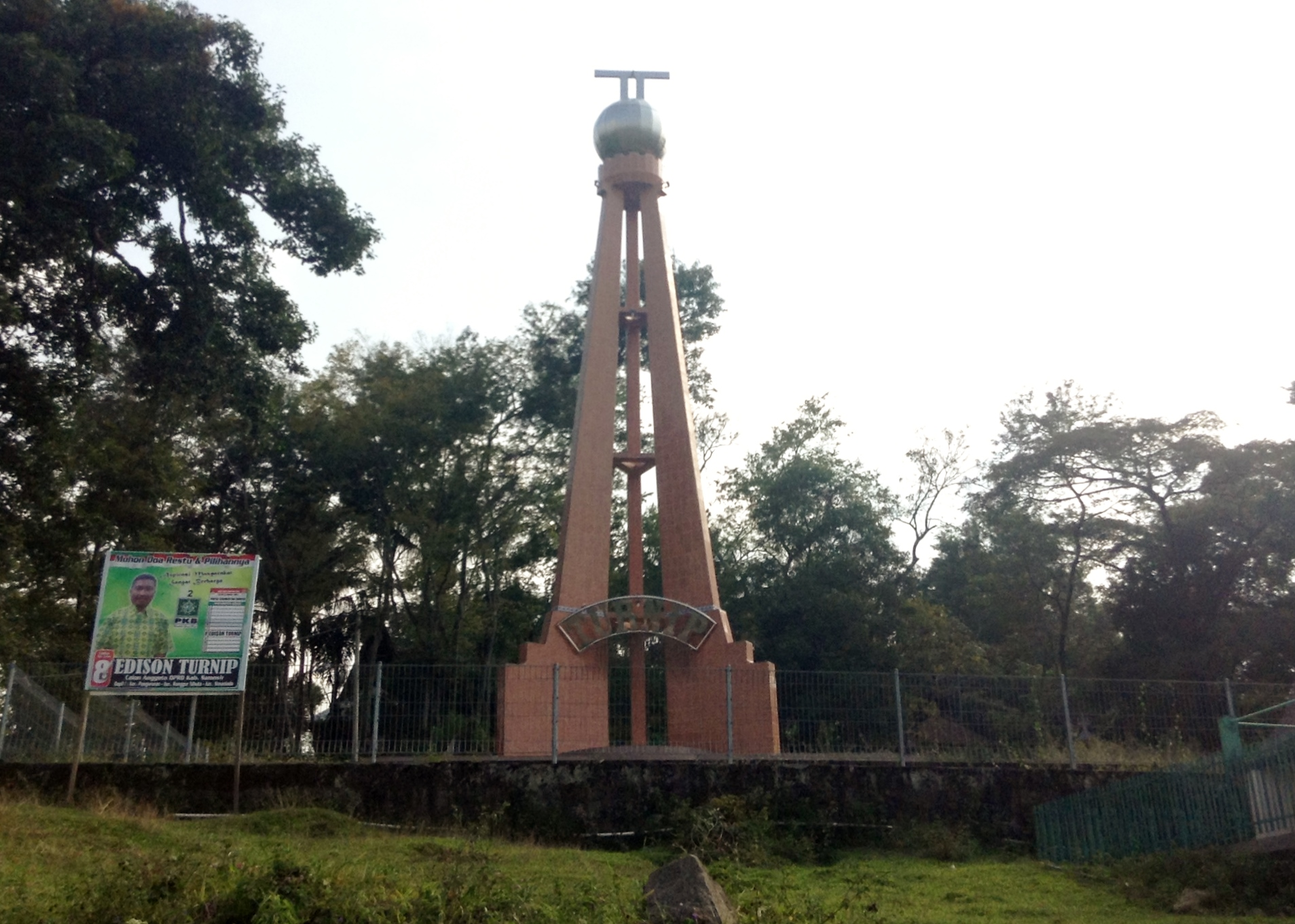
瑪伽墓Tugu

受到印度教的影響，巴塔克人採行二次葬（Pekualuh），有好幾次葬禮：在人剛死大約五天之內進行第一次埋葬（暫時性的）。五年十年之內家族的人存了錢會把過去五年十年當中過世的親人骨骸重新挖出，將屍骨上的泥土洗凈，放置於另一具棺材中，並撒上一些由草藥、石灰、椰子水和香料製成的混合物，集中起來再建一個家墓“Tambak”。同屬一個瑪伽的不同家族在累積了足夠的財富之後，又會一起蓋一個屬於瑪伽的墓“Tugu”。巴塔克人的墳墓會盡量模仿家屋的外觀象徵延續，像是托巴族的石棺墓與其家屋同為船型。

## 藝術與文學

### 雕刻
巴塔克人是有名的木頭雕刻家，雕刻是巴塔克文化中一個很重要的傳統，因為這關係到傳統的房屋建設，他們的家屋使用了複雜的模仿宇宙的雕刻圖案裝飾。他們也善於使用最原始的雕刻方式製造手工藝品。

### 木偶舞

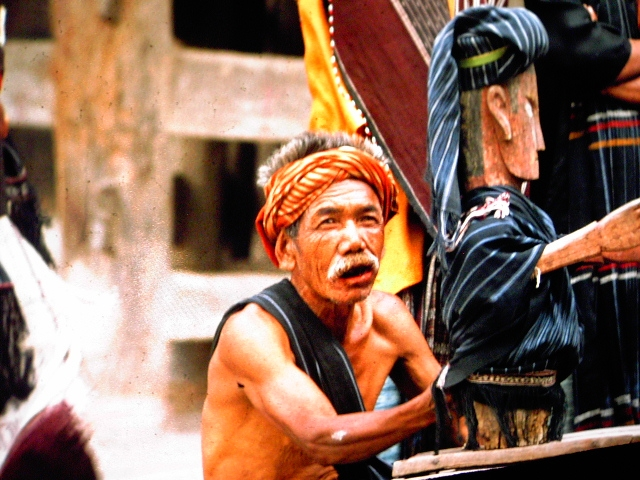
托巴族人與木偶

巴塔克的木偶表演“Sigale-gale”來自一個古老的故事。相傳以前有一個生不出孩子的女人Nai Manggale，為了避免死後無法安息在亡者之地並被迫對未亡的配偶降下詛咒，她在臨終前交代她的丈夫以她為範本製作一個真人大小的木偶Sigale-gale，並於木偶前撥放輓歌，於是Sigale-gale誕生了。
最早關於Sigale-gale的記載是二十世紀初的德國傳教士Johannes Warneck的記錄。內容記述當一個富有的巴塔克人死時沒有兒子，他的親友便會舉辦一場別開生面的盛宴以悼念他的死亡與證明他的財富。在這個盛典上，以死者形象製作的木偶身著傳統服飾，在輪臺上透過繩索來控制木偶的四肢，與死者的妻子、父母、兄弟一同舞蹈。操作木偶的人必須跟著音樂節奏，手腳並用的用力拉動木偶每個部位，讓木偶動的很自然流暢。在盛宴中，主人家會發送豬肉、牛肉或水牛肉給來參加的人。而木偶舞在跳到規定的時間後，Sigale-gale木偶便會被扔在村莊的牆上不再理會。巴塔克人有句俗話：「財富就和Sigale-gale木偶一樣，都是一時的」，指的就是一個有錢人若沒有後代，死後的靈魂就會無人照顧。

### 舞蹈
“Mangalahat Horbo”為巴塔克人宰殺水牛祭祀時跳的傳統舞蹈。用意在向神明祈禱，祈求在神明的護佑下水牛都能順服不反抗。巴塔克人相信儀式的順暢會影響他們的運氣，因此順暢地進行儀式，代表每個人都能有美好的未來。

## 現況
現在的巴塔克人多半居住在現代的建築中，傳統的長屋多作觀光使用。傳統的泛靈信仰不被承認，在印尼政府的身分證中，宗教一欄並沒有傳統信仰或泛靈信仰的選項，只有六大宗教的選項（伊斯蘭教、基督新教、天主教、印度教、佛教以及孔教），雖然印尼政府已開放六宗教以外的信徒可不填寫所屬宗教於身份證上，但此舉仍會令六大宗教以外的信仰群體遭受歧視，因為其本身的信仰不被承認為一個宗教。

## 著名人士
學者
- Pantur Silaban，物理學家

運動員
- Radja Nainggolan, 足球員
- Mahyadi Panggabean, 足球員
- Dicky Gultom, 足球員

律師
- Hotman Paris Hutapea
- Tommy Sihotang

作家
- Armijn Pane
- Sitor Situmorang

商人
- Manampin Girsang

經濟學家
- Miranda Goeltom, Former Senior Deputy Governor of Bank of Indonesia
- Darmin Nasution, Former Governor Bank of Indonesia

藝人
- Atiqah Hasiholan，模特兒和演員
- Bill Saragih，爵士樂手
- Diana Nasution，歌手
- Fatin Shidqia，歌手
- Joy Destiny Tobing，歌手
- Judika Sihotang，歌手
- Nadya Hutagalung，演員
- Novita Dewi，歌手
- Putri Ayu Silaen，歌手
- Sari Simorangkir，歌手
- Sharena，模特兒和演員
- Zivanna Letisha Siregar，模特兒

歷史人物
- Sisingamangaraja XII, 巴塔克最後的王和印尼的民族英雄

軍人
- Abdul Haris Nasution，印度尼西亞陸軍部隊的前指揮官
- Donald Izacus Panjaitan，印尼革命英雄
- Maraden Panggabean，印度尼西亞前政府部長
- Luhut Binsar Pandjaitan，總統參謀長

政治人物
- Adam Malik，印尼前副總統
- Akbar Tanjung，前Golkar黨揆
- Amir Sjarifuddin，印尼前首相
- Burhanuddin Harahap，印尼前首相
- Ferdinand Lumbantobing，印尼前人民與移民部長
- Malam Sambat Kaban，印尼政府部長
- Raja Inal Siregar，前北蘇門答臘省省長
- Saifuddin Nasution Ismail，馬來西亞議會的成員、人民公正黨
- Zainul Arifin，印度尼西亞前副總理
- Muchtar Pakpaha，工黨和印尼Prosperety工會的創始人前董事長（SBSI）

記者
- Mochtar Lubis，地平線雜誌的創始人
- Sanusi Pane，印尼作家、記者、和歷史學家